# Unione Sportiva Forlimpopoli 1940-1941
Questa voce raccoglie le informazioni riguardanti l'Unione Sportiva Forlimpopoli nelle competizioni ufficiali della stagione 1940-1941.

## Rosa
| N. |                   | Ruolo | Calciatore          |
| -- | ----------------- | ----- | ------------------- |
|    | Italia (bandiera) | C     | Giovanni Acquisti   |
|    | Italia (bandiera) | C     | C. Andrighetti      |
|    | Italia (bandiera) | D     | Michele Bedeschi    |
|    | Italia (bandiera) | A     | Guglielmo Bertozzi  |
|    | Italia (bandiera) | D     | P. Bertozzi         |
|    | Italia (bandiera) | A     | Ferdinando Bondi    |
|    | Italia (bandiera) | D     | Giannunzio Brunelli |
|    | Italia (bandiera) | C     | Luigi Calbi         |
|    | Italia (bandiera) | C     | Antonio Conti       |
|    | Italia (bandiera) | A     | A. Castellini       |
|    | Italia (bandiera) | D     | Antonio Dal Monte   |
|    | Italia (bandiera) | A     | Angelo Gaudenzi     |
|    | Italia (bandiera) | D     | Enrico Grazioli     |
|    | Italia (bandiera) | D     | Renato Guidi        |

| N. |                   | Ruolo | Calciatore           |
| -- | ----------------- | ----- | -------------------- |
|    | Italia (bandiera) | A     | Alberto Maggiori     |
|    | Italia (bandiera) | P     | Enzo Mei             |
|    | Italia (bandiera) | D     | Giorgio Minghetti    |
|    | Italia (bandiera) | C     | Giuseppe Minghetti   |
|    | Italia (bandiera) | A     | M. Morelli           |
|    | Italia (bandiera) | p     | Marino Morigi        |
|    | Italia (bandiera) | D     | Mario Pantani        |
|    | Italia (bandiera) | C     | C. Pompignoli        |
|    | Italia (bandiera) | D     | Vittorio Pozzi       |
|    | Italia (bandiera) | A     | Giovanni Ravasi      |
|    | Italia (bandiera) | D     | Bruno Selva          |
|    | Italia (bandiera) | C     | Erminio Tagliazucchi |
|    | Italia (bandiera) | D     | Guerrino Tumedei     |
|    | Italia (bandiera) | A     | L. Zampighi          |